# Attalea princeps
Attalea princeps Mart.,comunemente chiamata motacú, è una specie di palma originaria della foresta pluviale amazzonica di Bolivia e Brasile.

## Descrizione
Può raggiungere una dimensione tra 15 e 20 metri di altezza. I suoi frutti sono commestibili e da essi si estrae anche l'olio di motacú. Hanno forma ovale, il colore varia a seconda del grado di maturazione; sono gialli quando sono maturi e verdi quando non lo sono. Dal tronco dell'Attalea princeps si ricava anche il cuore di palma. Le foglie giovani vengono utilizzate come fibra per realizzare cesti e altri oggetti artigianali.
Tradizionalmente le palme o le foglie dell'Attalea Princeps sono tradizionalmente usate per coprire i tetti deile abitazioni denominate pahuichi.